# 806

## Nașteri
- dată necunoscută: Ludovic Germanul rege (d. 876)

## Decese
- 25 februarie: Tarasie al Constantinopolului patriarh al Constantinopolului (n. 730)
- dată necunoscută: Mohammed al-Fazari astromom și matematician persan (n. 746)
- aprilie: Grimoald al III-lea de Benevento  (n. ?)